# Spoorwegjubilea in Nederland

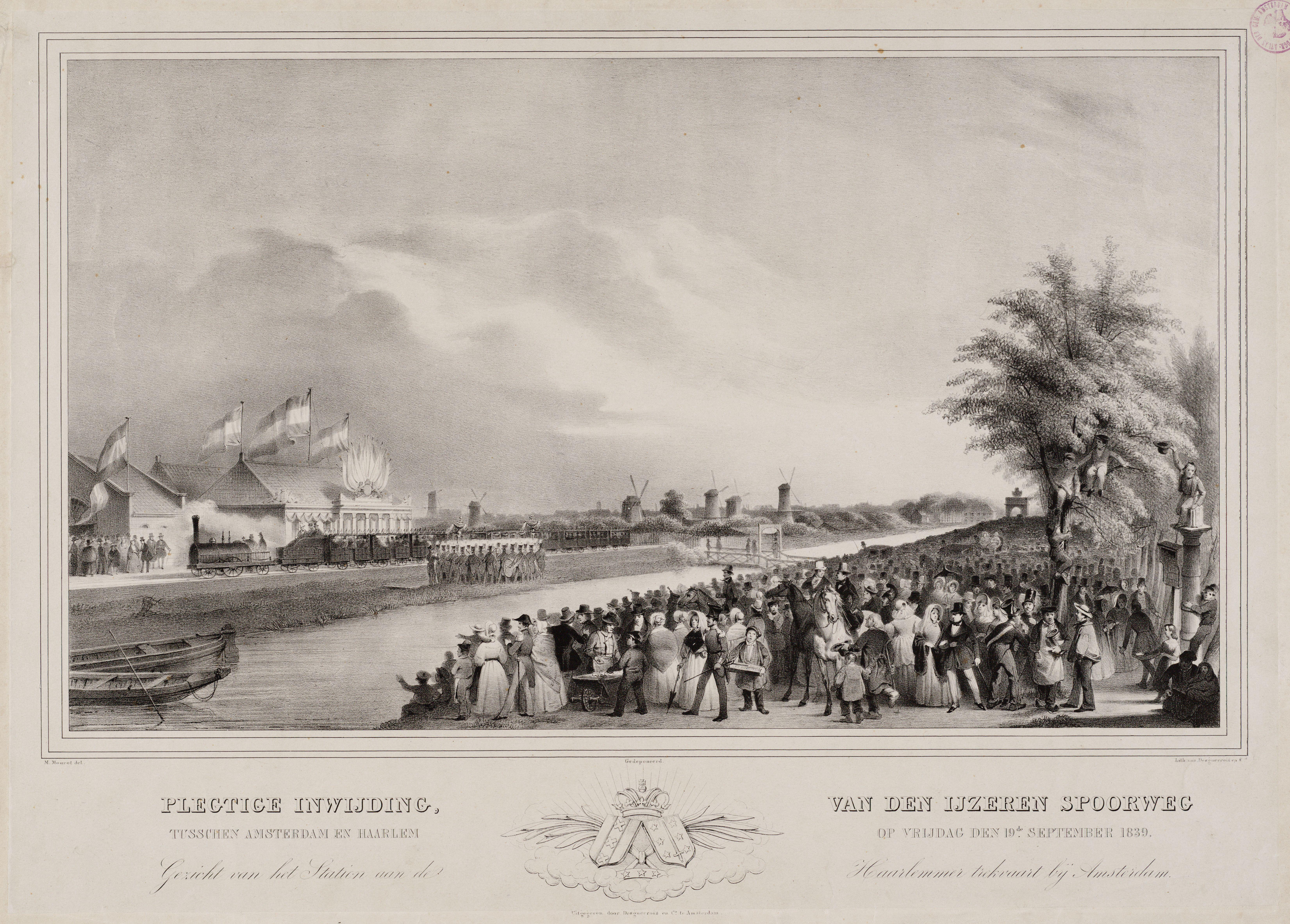
Station d'Eenhonderd Roe, vertrekpunt van de eerste trein op 20 september 1839.

In de 20e eeuw zijn er enkele spoorwegjubilea in Nederland gevierd: in 1913 het 50-jarige bestaan van de NCSM en de SS, in 1939 het eeuwfeest van de spoorwegen in Nederland, in 1964 het 125-jarige bestaan en in 1989 het 150-jarige jubileum. Dit laatste evenement kan wel het hoogtepunt in de viering van spoorwegjubilea in Nederland genoemd worden. In 2014 stond de viering van 175 jaar spoorwegen in Nederland op het programma.
In 1913 waren de spoorwegjubilea op kleine schaal voor alleen personeel van de betreffende spoorwegbedrijven. In 1939 werd er voor het eerst een publieksevenement georganiseerd om promotie te maken voor de spoorwegen.
De eerste trein in Nederland reed op 20 september 1839 van Amsterdam naar Haarlem, getrokken door de locomotieven 'De Arend' en 'De Snelheid'.

## Spoorwegjubilea in 1913
In 1913 vierden de Nederlandsche Centraal-Spoorweg-Maatschappij en de Maatschappij tot Exploitatie van Staatsspoorwegen hun halve eeuwfeest (1863-1913).

### Nederlandsche Centraal-Spoorweg-Maatschappij, dienstorder 621
Er werd een gedenkboek uitgegeven ter gelegenheid van het 50-jarig jubileum van de NCSM in 1913. Met de toespraken die bij die gelegenheid zijn gehouden en met foto's van de versierde stations en andere gebouwen tussen Utrecht, Amersfoort en Wezep, het traject dat in 1863 door de NCS in gebruik werd genomen. In 1864 volgde het gedeelte Hattem – Zwolle en in 1865 Zwolle – Kampen, maar die telden voor het jubileum niet mee. Ter gelegenheid van het jubileum werd door het personeel een huldeblijk aangeboden aan de maatschappij. Enkele jaren na het jubileum werd de exploitatie van de NCS-lijnen overgenomen door de SS.

### Huldeblijk NCSM, in 1913 aangeboden aan de directie
Volgens het Jaarverslag van de NCS over 1913 is de maatschappij "door haar personeel gehuldigd door de aanbieding van een geschenk in de vorm van een artistiek uitgevoerde gedenkplaat, welke een plaats vond in de gang van het hoofdkantoor der Maatschappij." Dat hoofdkantoor bevond zich destijds in het dubbele pand Catharijnesingel 69/70 te Utrecht. In 1919 verhuisde het kantoor van de NCS naar een van de Administratiegebouwen aan het Moreelsepark; het oude pand werd in datzelfde jaar vernummerd in Catharijnesingel 51/52 en werd begin jaren zeventig afgebroken ten behoeve van Hoog Catharijne. Dit object bevindt zich nu in de collectie van het Spoorwegmuseum.
De bronzen figuur is de Nike van Paionios, als symbool van de snelheid, staande op een vliegend wiel. Verder zijn te zien twee elkaar passerende treinen bij Blauwkapel, en de wapens van Utrecht, Amersfoort, Zwolle en Kampen. Vervaardigd door de Utrechtse Fabriek van Zilverwerken (Koninklijke Van Kempen & Begeer) uit Utrecht, geadviseerd door prof. Vogelsang uit Utrecht. Het is ongeveer twee meter hoog.
Aan het huldeblijk hebben 1184 personeelsleden en 77 gepensioneerden meebetaald. Lang niet iedereen van het personeel had er behoefte aan om mee te doen. Omgekeerd zegde de directie toe dat alle personeelsleden een gratificatie zouden krijgen. Dat zou enkele maanden later gebeuren, tegelijk met het jubileum dat zustermaatschappij SS dan zou vieren.

### Maatschappij tot Exploitatie van Staatsspoorwegen (1863-1913)
De Staatsspoorwegen gaven een gedenkboek uit: 'Terugblik op vijftig jaren spoorweggebeuren in Nederland'. Weinig tekst, veel fraaie foto's. In 1986 is een heruitgave verschenen van uitgeverij Noorderboek, Groningen 1986. ISBN 9069500159.

## Eeuwfeest (1939)

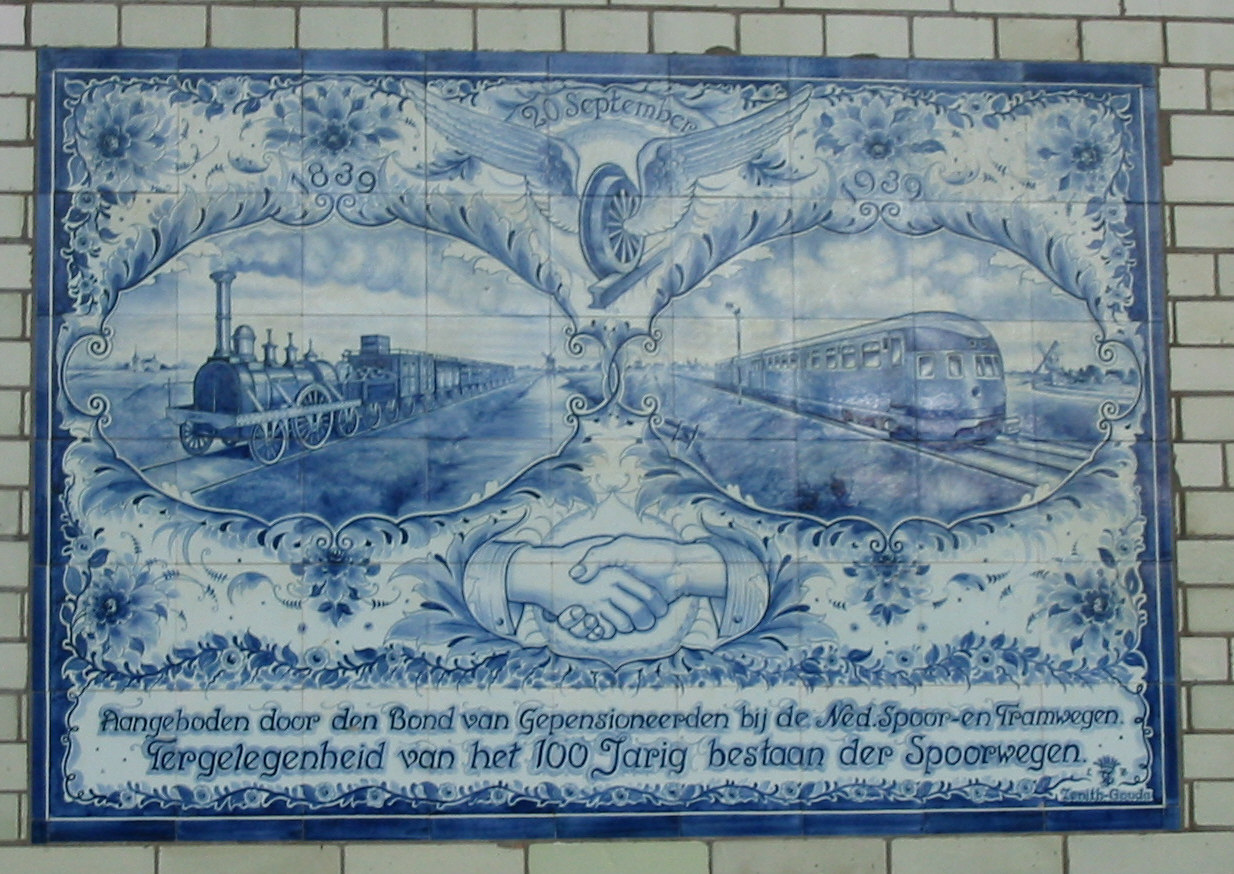
Tegeltableau in Station Haarlem "Aangeboden door den Bond van Gepensioneerden bij de Ned. Spoor- en Tramwegen. Ter gelegenheid van het 100 Jarig bestaand der Spoorwegen."

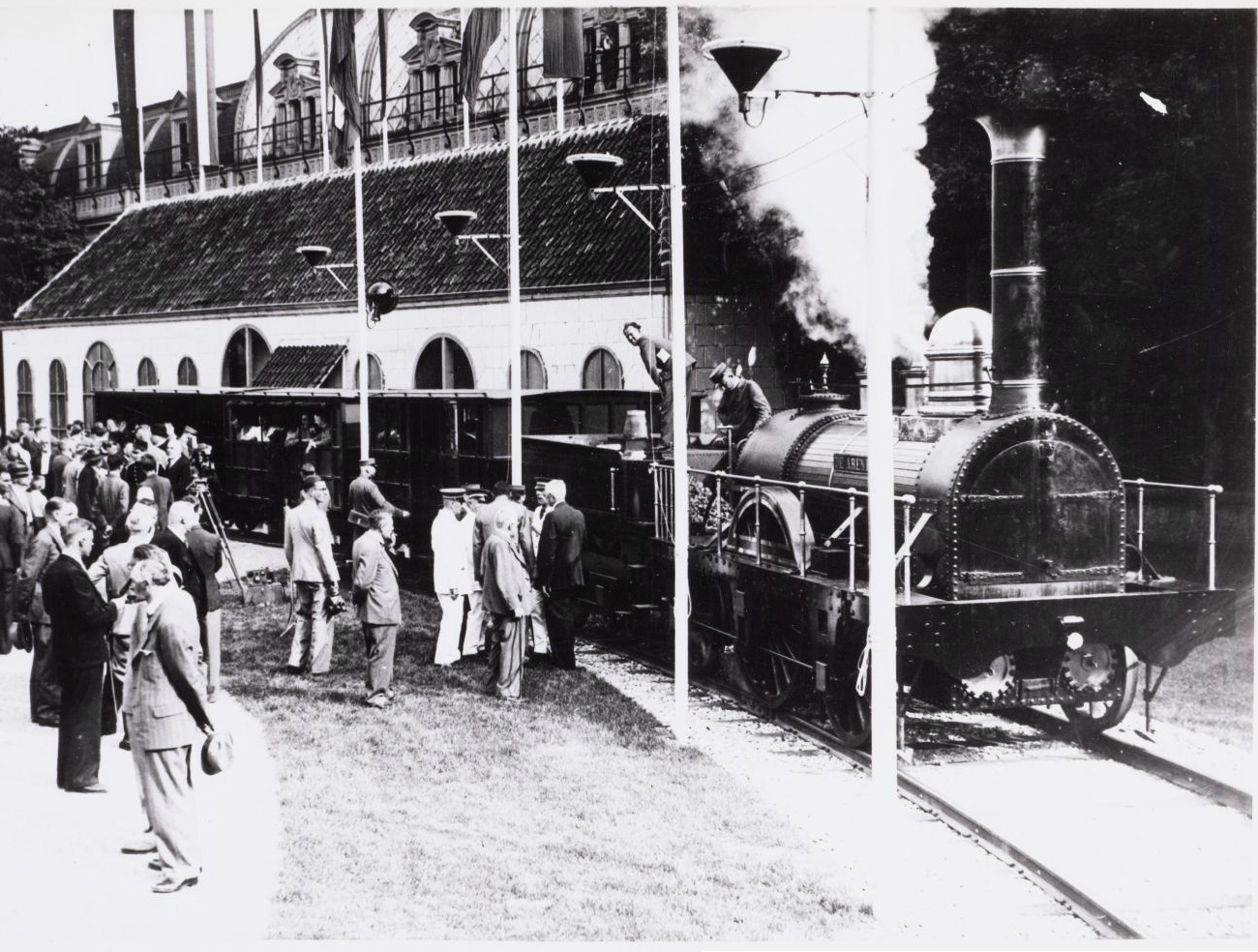
Replica van Station d'Eenhonderd Roe op het Frederiksplein in Amsterdam in 1939.

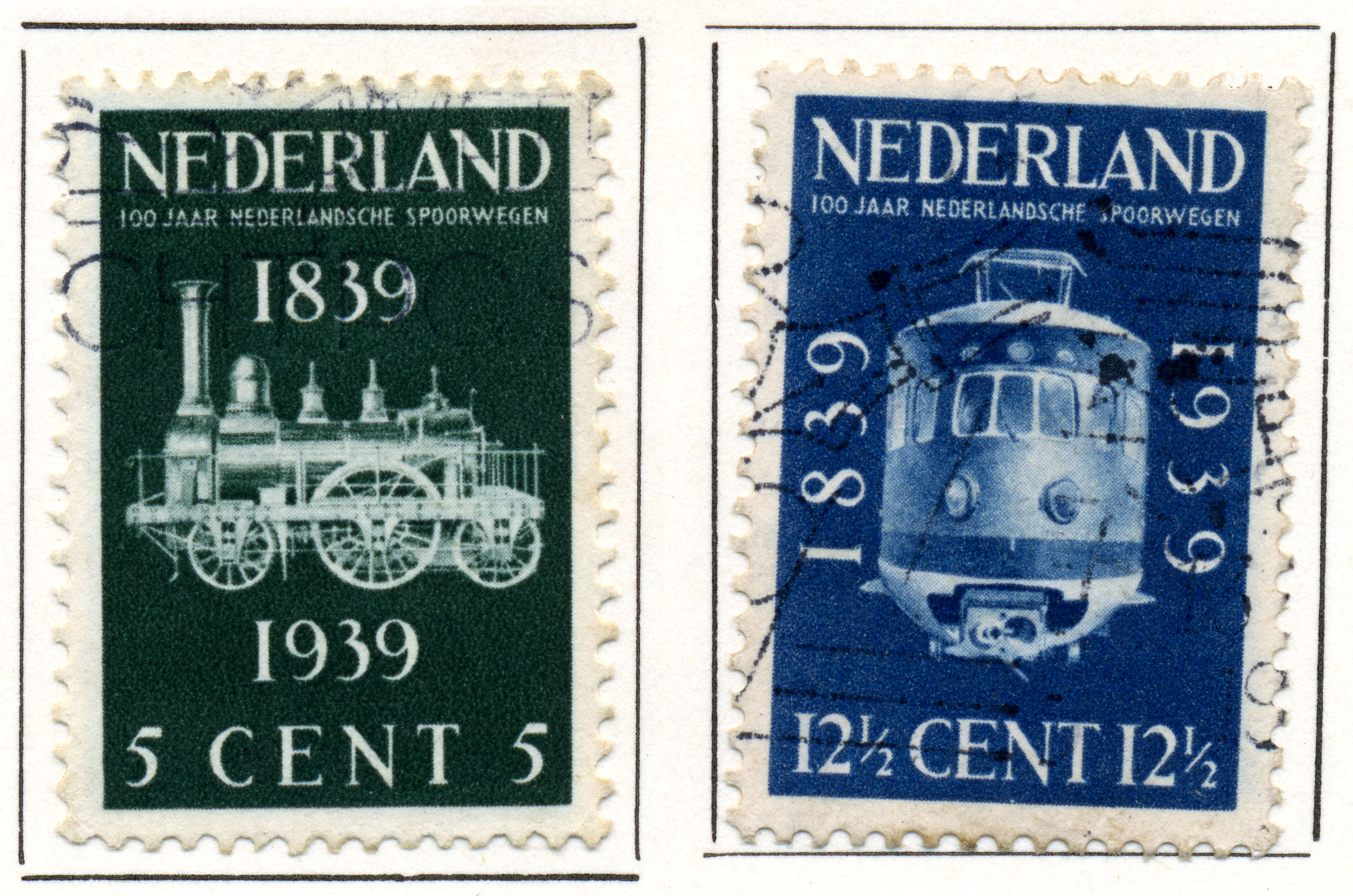
Postzegels uitgegeven ter gelegenheid van "100 jaar Nederlandsche Spoorwegen".

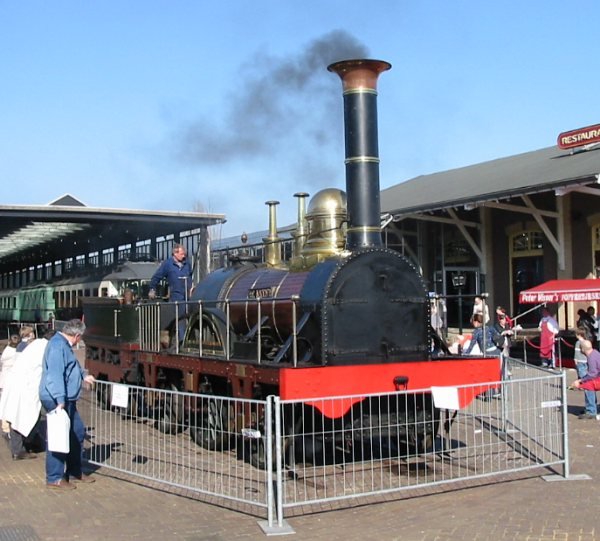
Locomotief De Arend in het Spoorwegmuseum te Utrecht.

Toen in 1939 het eeuwfeest gevierd ging worden was dit een mooie aanleiding om een replica te bouwen van locomotief 'De Arend', met drie bijbehorende breedspoorrijtuigen. De originele voertuigen waren in de loop van de 19e eeuw gesloopt. Toen in 1938 bij de Centrale Werkplaats in Zwolle een replica gebouwd werd koos men voor 'De Arend' vanwege de beschikbare bouwtekeningen.
Het honderdjarige jubileum volgde kort na de afronding van de fusie van de grote spoorwegmaatschappijen HIJSM en SS in 1938 tot de N.V. Nederlandsche Spoorwegen met de Staat als enige aandeelhouder. Het eeuwfeest was een goede gelegenheid om ook naar de toekomst te kijken. Dit werd gevierd met de grote tentoonstelling 'De trein 1839-1939' aan het Frederiksplein in Amsterdam op de locatie waar tien jaar tevoren het Paleis voor Volksvlijt was afgebrand. Tegenwoordig vinden we hier de Nederlandsche Bank.

### Tentoonstelling op het Frederiksplein
Op het terrein tussen de 'Galerij', de bebouwing tussen het Frederiksplein en de Singelgracht, werd een tentoonstellingsterrein ingericht, waar de replica van 'De Arend' met drie rijtuigen op breedspoor van 1945 mm een rondje reed en halt hield bij d'Eenhonderd Roe, een replica van het eerste station uit 1839. Als tegenhanger was er ook een vertegenwoordigers van het toen modernste materieel aanwezig, een dieselmotorrijtuig (omBC) en een stroomlijntreinstel mat '36, op het terrein aanwezig. Het transport van dit treinstel vanaf het Haarlemmermeerstation dwars door de stad naar het Frederiksplein had de nodige voeten in de aarde. Ook loc 3902, een stoomlocomotief van de serie NS 3900 werd over dwars door de stad over de weg naar het Frederiksplein overgebracht. Op de tentoonstelling stonden ook een Pullman-rijtuig, slaaprijtuig, restauratierijtuig en Bolkoprijtuig. Voorts waren er nog diverse kleinere objecten, zoals een moderne locomotor (Sik) voor rangeerwerk en enkele goederenwagens.
Ook was er een seinhuis en een overdekte hal waarin onder andere maquettes van de spoorwegen te zien waren.
De tentoonstelling was voor het publiek geopend van 8 september tot 1 oktober 1939 en ging gewoon door, ondanks de oorlogsdreiging. Duitsland viel die maand Polen binnen. Nederland was immers neutraal. De toegangsprijs was 40 cent voor volwassenen en 25 cent voor kinderen. Niet alleen op het Frederiksplein, maar op veel stations in Nederland was goed zichtbaar dat de spoorwegen hun eeuwfeest vierden. Veel stations, waaronder het nabijgelegen Station Amsterdam Weesperpoort, dat op 15 oktober 1939 zou sluiten, waren uitbundig versierd.
In de maand volgend op de tentoonstelling werden in Amsterdam op 15 oktober 1939 één oud station gesloten en twee nieuwe stations geopend in het kader van de Spoorwegwerken Oost. Als onderdeel van de eeuwfeestviering was er extra nadruk op de feestelijke ingebruikstelling van nieuwe Muiderpoortstation en het Amstelstation, dit laatste als vervanging van het tegelijk gesloten Weesperpoortstation.
Ook werden er twee postzegels uitgegeven, met respectievelijk een locomotief uit 1839 en de kop van een moderne trein uit 1939 (mat '36).

## Van Stoom tot Stroom (1964)
In 1964 bestonden de spoorwegen in Nederland 125 jaar en dit jubileum werd aangegrepen om de inmiddels grotendeels afgesloten Wederopbouw en elektrificatie van het hoofdnet te benadrukken. De stoomtractie had afgedaan, de toekomst was aan de elektrische trein, daarom was de titel 'Van Stoom tot Stroom'. Naast 'De Arend', die nu ook weer een rol kreeg toebedeeld, was nu het modernste (elektrische) materieel vertegenwoordigd in de vorm van het nieuwe 'Treinstel Toekomst', zoals plan T (materieel '64) toen werd genoemd. Dit treinsteltype zou inderdaad in de halve eeuw sindsdien een belangrijk stempel drukken op het Nederlandse treinverkeer.
In Utrecht werd er op het terrein van het Spoorwegmuseum in het Maliebaanstation een manifestatie gehouden. Ook werden er weer twee postzegels uitgegeven, met respectievelijk een trein uit 1964 (mat '64) en een afbeelding van een dwergsein.

## Treinen door de Tijd (1989)
In 1989 bestonden de spoorwegen in Nederland 150 jaar en op een hoogtepunt van de toenmalige ontwikkeling werd er aanleiding gevonden om groots uit te pakken, onder de titel 'Treinen door de Tijd'. Verzelfstandiging, opdeling en marktwerking hadden in 1989 de spoorwegen nog niet in hun greep.

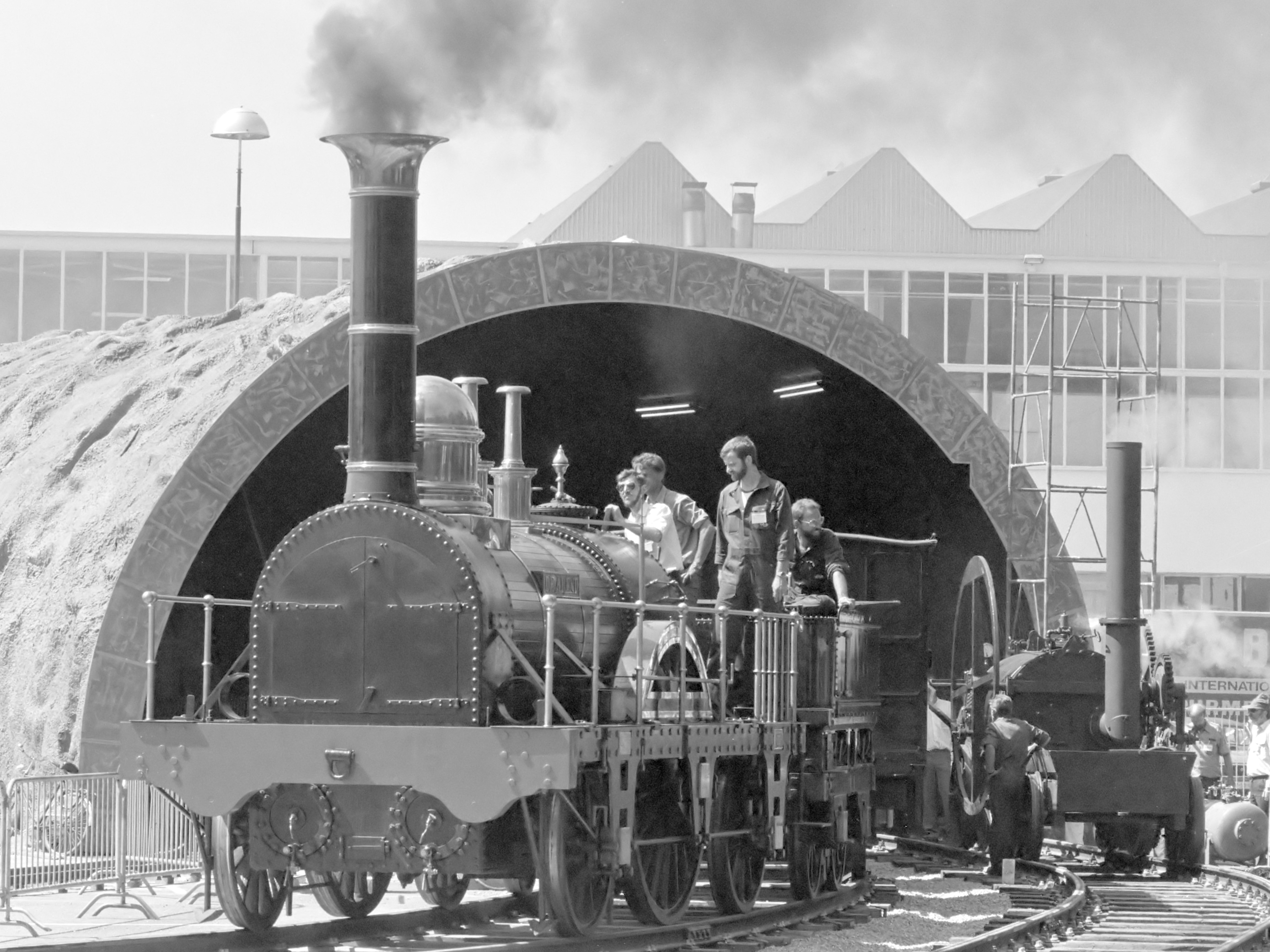
Een replica van De Arend rijdt op het terrein van de Jaarbeurs (1989)
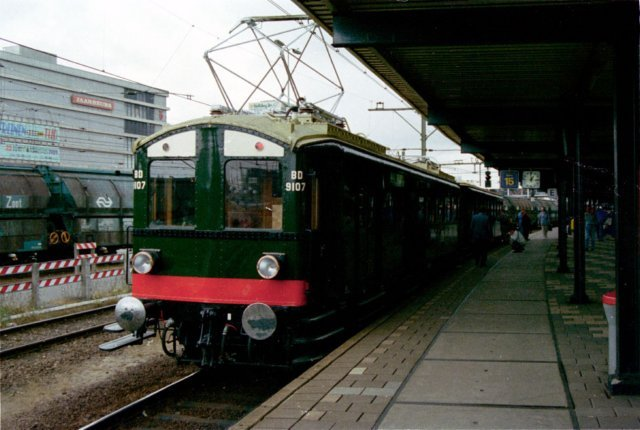
Het pas gerestaureerde Blokkendoostreinstel deed bij 'Treinen door de Tijd' dienst als pendeltrein naar het Spoorwegmuseum.
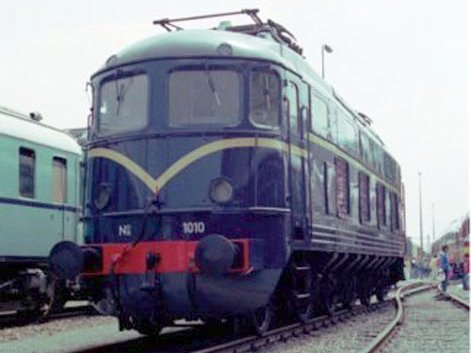
Locomotief 1010 opgesteld op de manifestatie 'Treinen door de Tijd' te Utrecht.
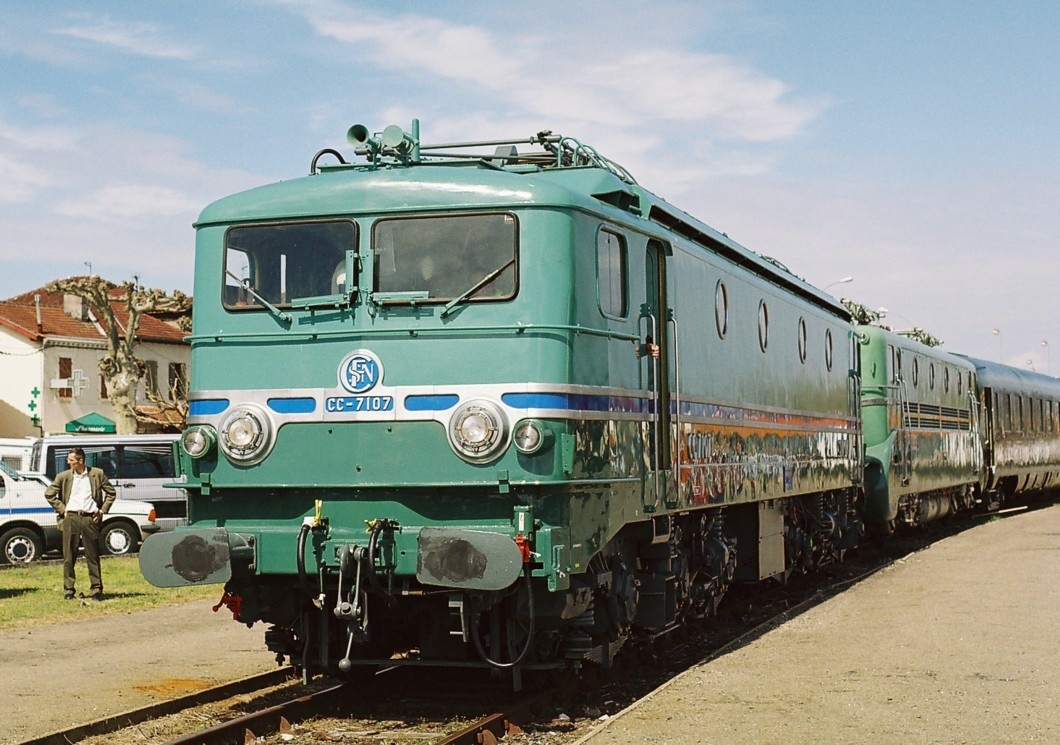
Wereldsnelheidsrecordhouder uit 1955, locomotief SNCF 7107 maakte in 1989 ook ritten in Nederland.
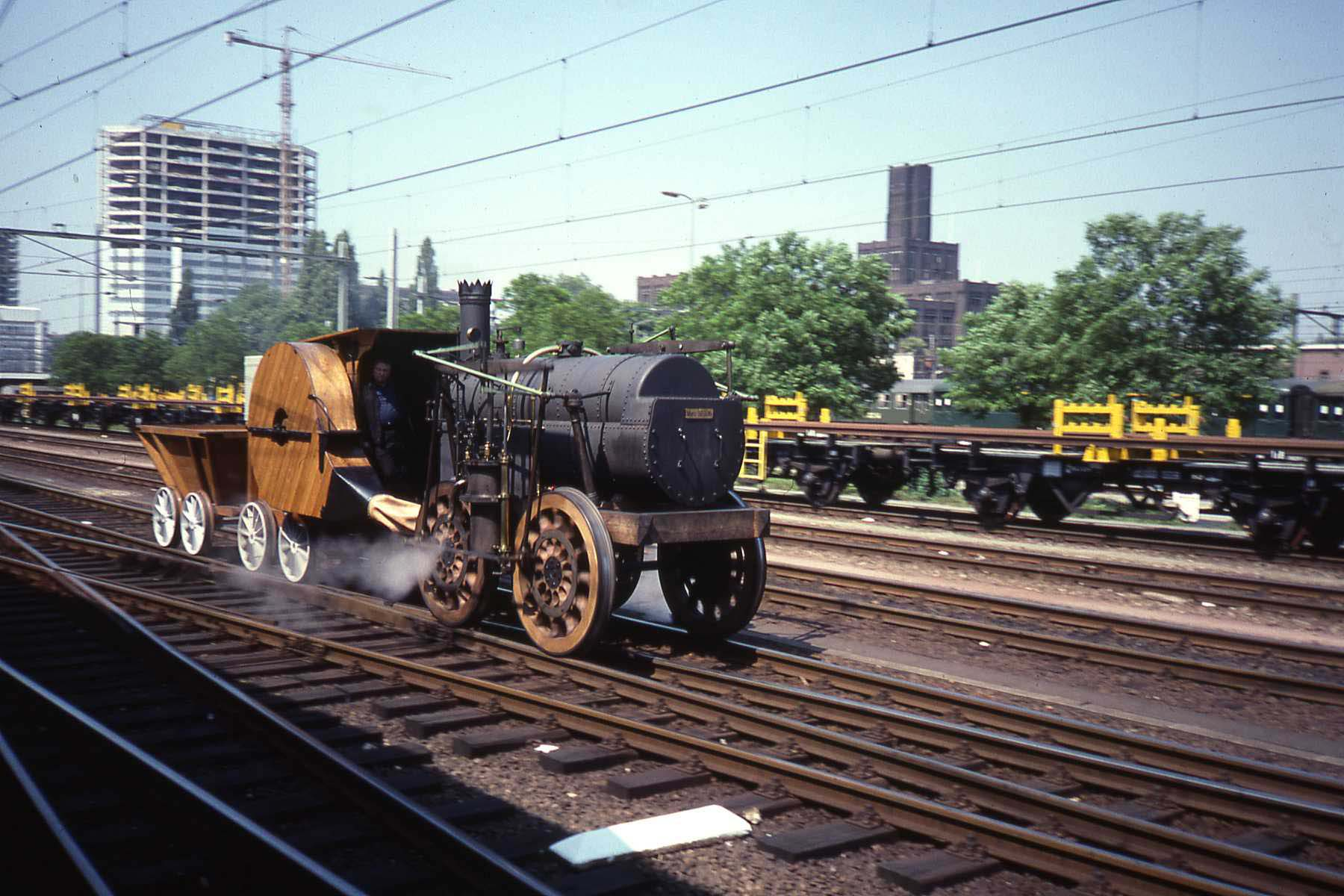
Replica van de Franse stoomloc 'Marc Seguin' tijdens de jubileumviering in 1989 te Utrecht.

## Iconen van het spoor en Spoorparade (2014)

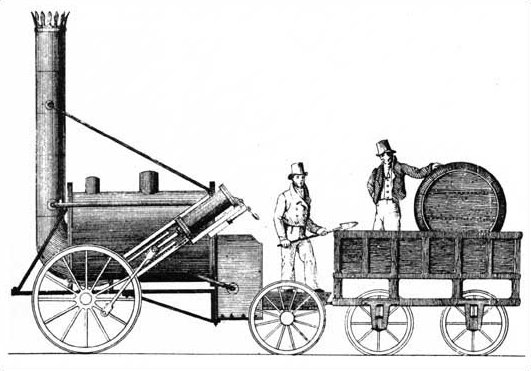
Tekening van de 'Rocket' van Stephenson.

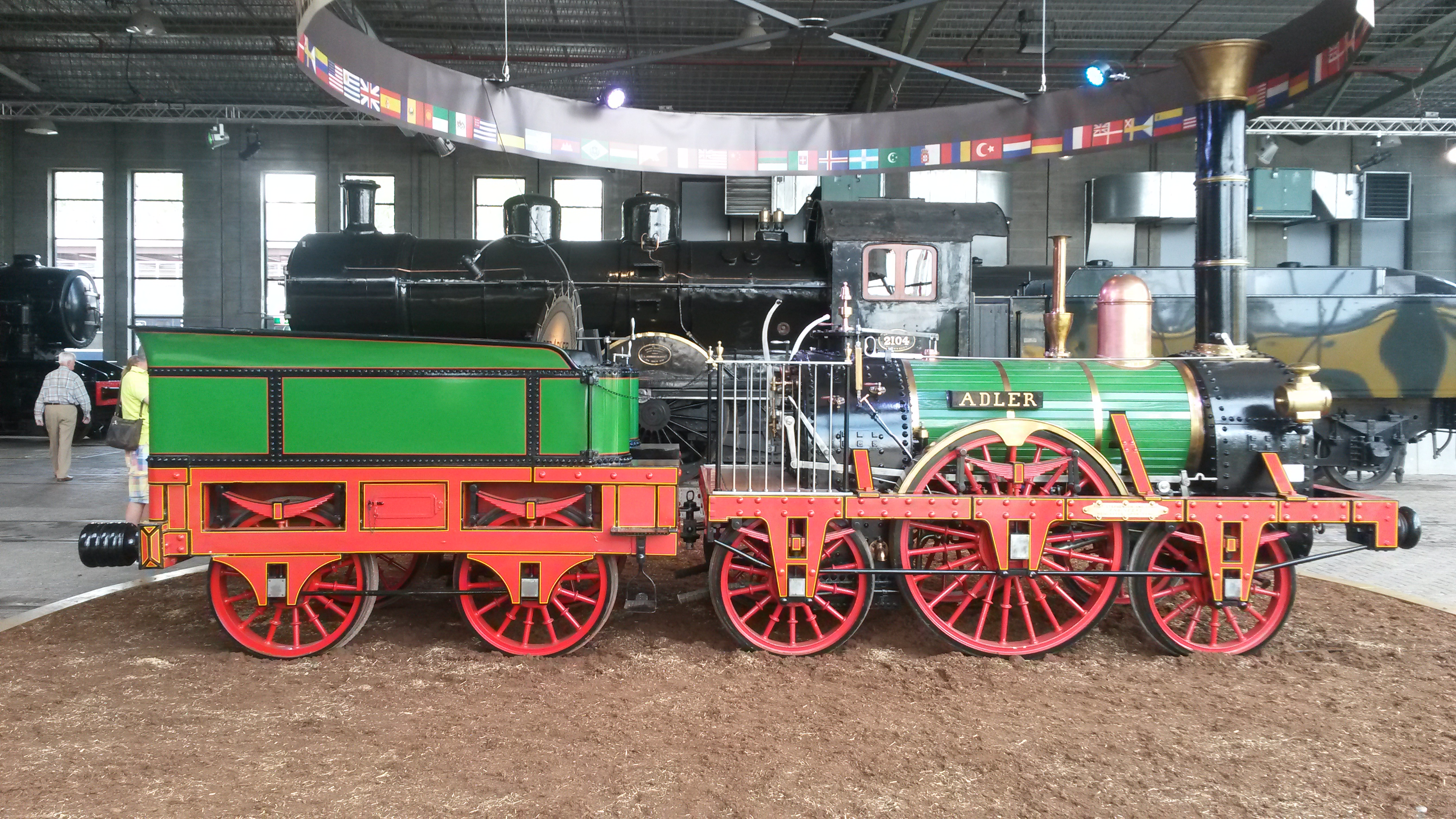
Replica van Duitsland's eerste stoomlocomotief 'Der Adler' uit 1835 tentoongesteld in het Spoorwegmuseum te Utrecht.

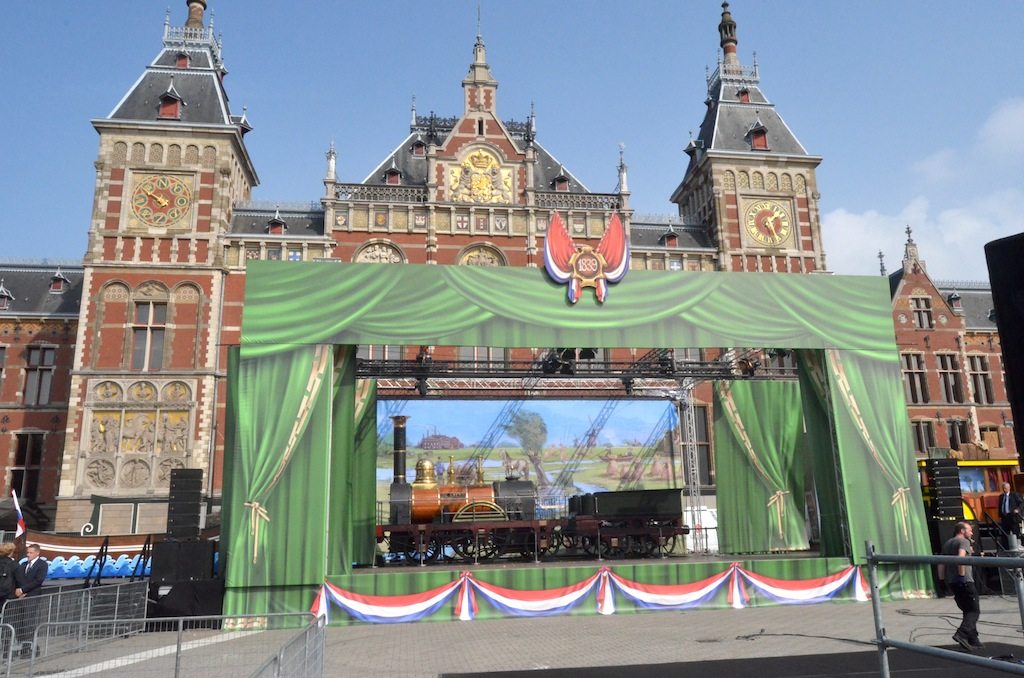
Locomotief 'De Arend' opgesteld voor het Centraal Station te Amsterdam i.v.m. 175-jarig spoorjubileum.

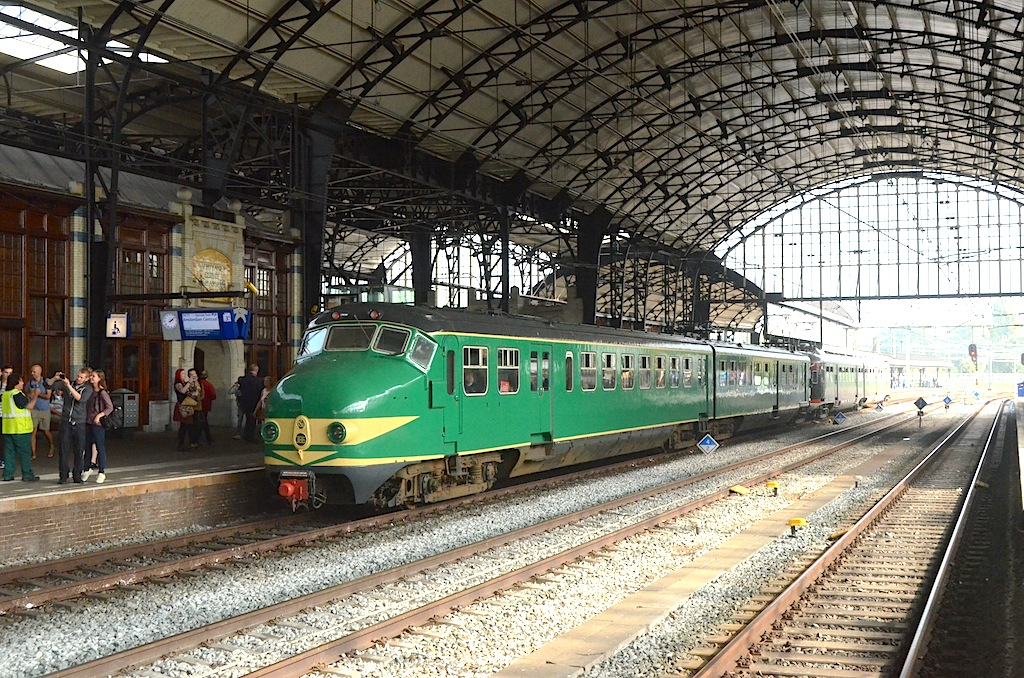
Treinstellen NS 386 + 273 ('Hondekop en Muizeneus') in het Station Haarlem.

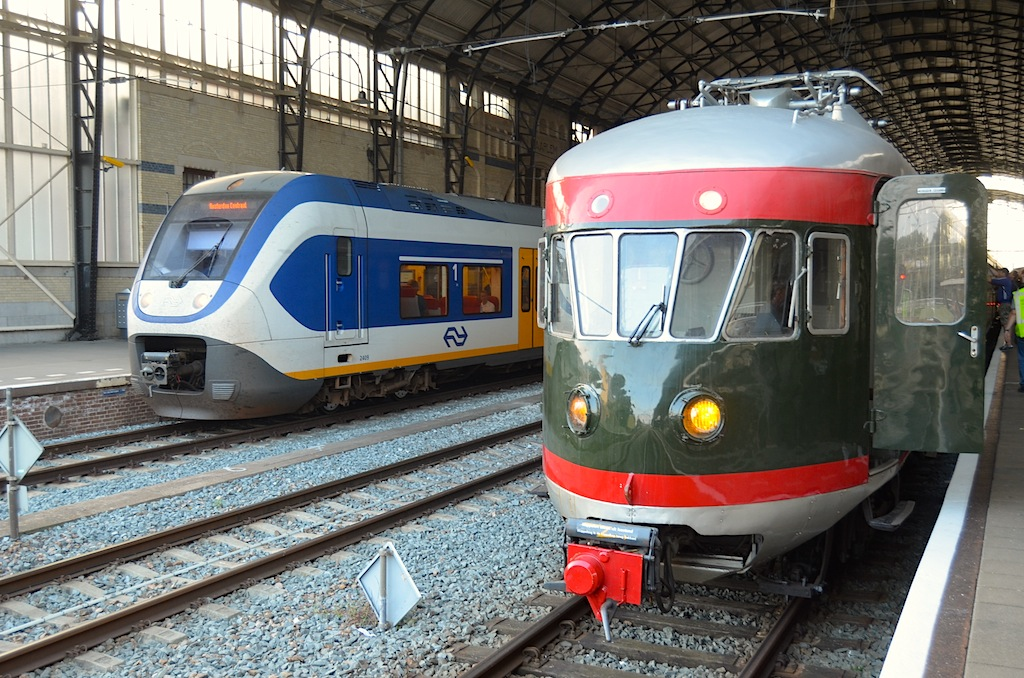
Treinstellen NS 273 en Sprinter Lighttrain in het Station Haarlem. Zestig jaar leeftijdsverschil in kopvorm (1952 en 2012).

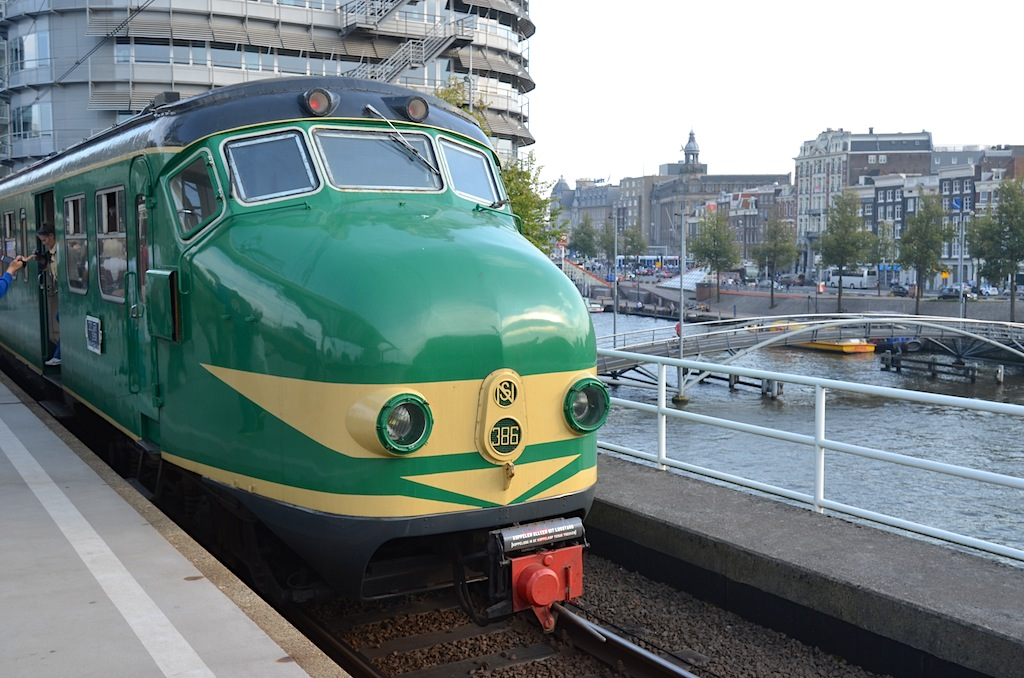
Treinstel NS 386 ('Hondekop') op spoor 1 te Amsterdam Centraal, met uitzicht op de Prins Hendrikkade.

In 2014 concentreerde de viering van het 175-jarige bestaan zich in de zomer rond het Spoorwegmuseum te Utrecht, waar een aantal bijzondere locomotieven uit de begintijd van de spoorwegen uit diverse Europese landen naar Nederland kwamen in het kader van de tentoonstelling 'Iconen van het spoor'. In het het najaar was er op 20 september een jubileumviering in en tussen Amsterdam en Haarlem, terwijl in oktober de publieksmanifestatie 'Spoorparade' in Amersfoort plaatsvond.

### Iconen van het spoor in Utrecht
De oudste stoomlocomotieven uit Europa waren in de tentoonstelling in het Spoorwegmuseum te zien. Er kwamen bruiklenen uit Duitsland, Engeland, Frankrijk en Zweden. De tentoonstelling was open van 21 juli t/m 21 september 2014.
Drie van de historische iconen die meededen aan de 'Rainhill Trials' in 1829 tussen Liverpool en Manchester waren te zien in het Spoorwegmuseum:
- de 'Rocket' (model, eigen collectie);
- de 'Novelty' (Swedish Railway Museum, Gävle, Zweden);
- de 'Sans Pareil' (NRM Shildon, Engeland).

Daarnaast kwam Duitslands eerste stoomlocomotief 'Der Adler' (uit 1835) en de Franse pronkstukken: een replica van 'Marc Seguin' (1829) en 'Crampton no. 80' (1852). Uit Engeland komt het grootste icoon van de spoorwegen: de 'Catch me who can'. Uit Engeland komt ten slotte ook de 'Agenoria', een locomotief uit 1829 die 35 jaar dienstdeed op het spoorlijntje van de Shutt End Mijn in Kingswinford.
Naast de tentoonstelling 'Iconen van het spoor', was er gelijktijdig een tentoonstelling over F.W. Conrad.

### Amsterdam en Haarlem
Op 20 september 2014 was het precies 175 jaar geleden dat de eerste trein reed tussen Amsterdam en Haarlem. Op deze dag waren er in beide steden verschillende activiteiten. Op het Stationsplein in Amsterdam stond voor één dag locomotief 'De Arend' opgesteld als decorstuk voor een toneelopvoering. Deze loc was per vrachtauto uit het Spoorwegmuseum naar Amsterdam gekomen. Ook kon het publiek een kijkje nemen in de koninklijke wachtkamer in het Amsterdamse Centraal Station.
Tussen Amsterdam en Haarlem werd tussen 10 en 17 uur een pendeldienst gereden met historisch materieel van het Spoorwegmuseum. Ingezet werden: de 'Blauwe Rijtuigen' (loc 1202 + drie blauwe en één turkooizen rijtuigen + loc 1312), het 'Blokkendoos'-treinstel (mat '24), de 'Muizeneus' + 'Hondekop' (treinstellen 273 + 386) en de 'Rode Duivel' (dieseldrie, plan U 114). Ook werd op deze dag de 9556 in zijn nieuwe outfit onthult als Groene Trein!
In Haarlem was er een open dag in de Hoofdwerkplaats Haarlem van Nedtrain. Met historische autobussen was er een pendeldienst tussen het station en de werkplaats. In de werkplaats waren aan historisch materieel te zien: 'Blauwe Engel' (Plan X, DE 41), 'Kameel' (DE 20) en 'Motorpost' (mP 3031). Ook de motorwagen mat '24 'Jaap' (9002) van de Hoofdwerkplaats was te bezichtigen, deze stond zonder draaistellen op een luchtkussen. In de diverse hallen konden de verschillende in revisie en verbouwing zijnde treinstellen bezichtigd worden, zoals NID, ICM en VIRM.
In het Spoorwegmuseum was er op 20 en 21 september een Stoomfestival waaraan onder andere de honderdjarige loc NS 7742 van de Stoomtram Hoorn-Medemblik deelnam.
Op 4 oktober was er een open dag in de Lijnwerkplaats Leidschendam.
Op 15 oktober werd de 125e verjaardag van het Amsterdamse Centraal Station gevierd, met ritten met de Blokkendoos naar Haarlem, rondleidingen door het station en de Koninklijke wachtkamer en een fototentoonstelling.

### Spoorparade Amersfoort
Van 16 t/m 21 oktober was er een Publieksevenement 'Spoorparade Amersfoort' over de historie en de toekomst van het spoor rond de loodsen van de vroegere Wagenwerkplaats Amersfoort. Gedurende de zes dagen van openstelling kwamen er ruim 42.000 bezoekers op af, waarvan op zondag ruim 10.000.
Er waren diverse activiteiten voor kinderen en jongeren en vele modeltreinen. Voorts waren er diverse treinen te bezichtigen, waaronder: locs 1772 en 1781, 186 004, turkooizen loc 1201, zwarte Märklin-loc 1252, Hondekoptreinstel 766, DE3 27, treinstel VIRM, NID, Fietsrijtuig Plan E, Meetrijtuig CTO, autotransportwagen, DE 20 'Kameel', mP 9204 'Jules', Blokkendoosstel 9107 + 8104.
In de drie-maal-daagse treinparade reden mee: Oersik 122, Locomotor 204, War Department-loc 33 (NS 162), stoomloc 7742 'Bello', stoomloc SS 687 'Kikker', Dieselloc 451, Stoomloc USATC 4389, DE 41 'Blauwe Engel', locomotor 243, dieselloc 2205, kraansik 252.
Er werden pendelritten gemaakt met Plan U 114 naar Leusden, een VSM-trein (met twee locs BR 23) op het emplacement en een smalspoorstoomtreintje van de SVM op het manifestatieterrein.

### Publicaties
Voorts verschenen er enkele uitgaven, waaronder het jubileumboek van 175 jaar Spoor, met veel niet eerder gepubliceerde foto's uit de periode 1865-2014.
Het Grote Spoor Boek, redactie: Guus Veenendaal, Jos Zijlstra en Johan de Bruijn; 368 pagina's, circa 450 afbeeldingen in kleur en zwart-wit, Uitgave: WBooks, Zwolle; 2014. ISBN 978 94 625 8033 6.
Voorts verschenen er speciale dvd's: 175 jaar Spoor (4 dvd's) en De Geschiedenis van de Nederlandse Spoorwegen (4 dvd's).
Ook werden er speciale jubileumpostzegels uitgegeven: '175 jaar spoorwegen in Nederland'. De postzegels tonen beelden van treinen, locomotieven, treinkaartjes, spoorbruggen en oude en nieuwe spoorwegstations.

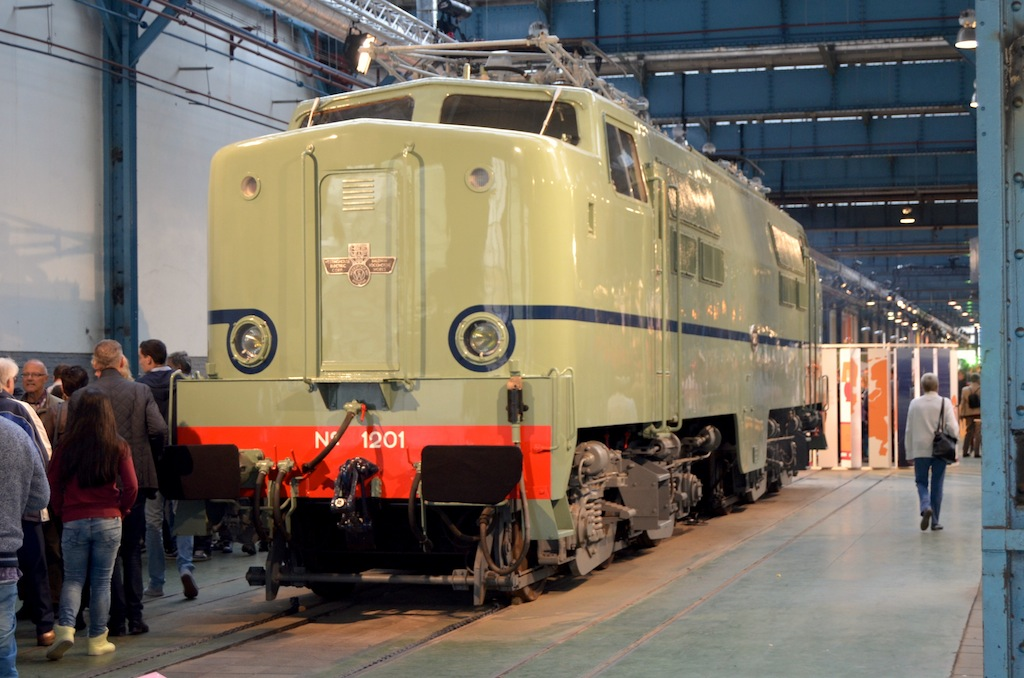
Spoorparade Amersfoort; loc 1201 in het Turkoois.
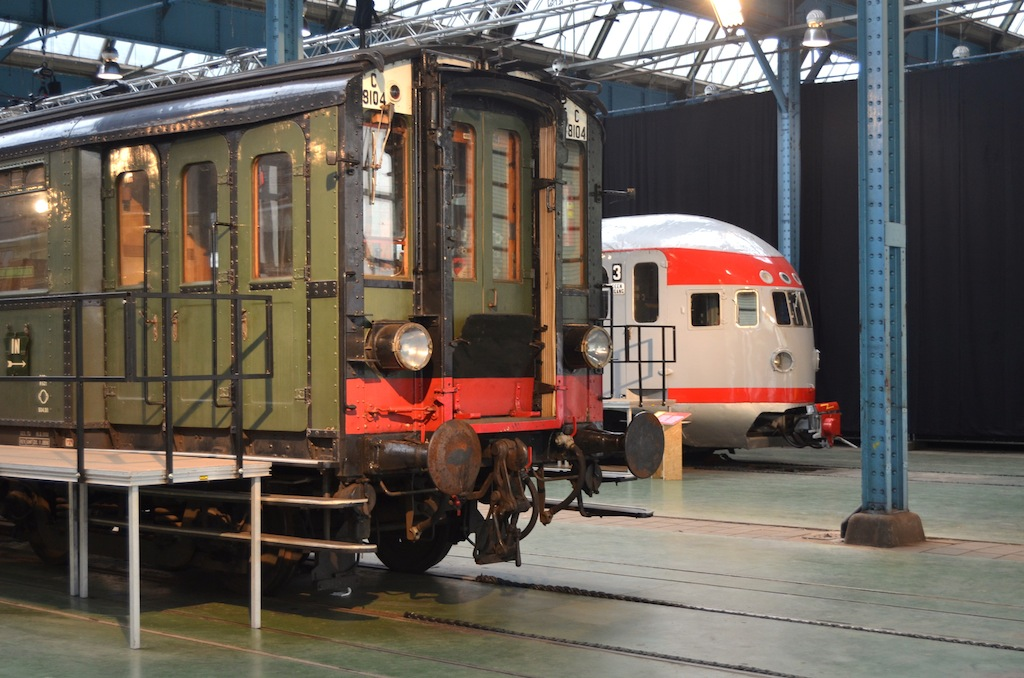
Spoorparade Amersfoort; C 8104 en DE3 27.
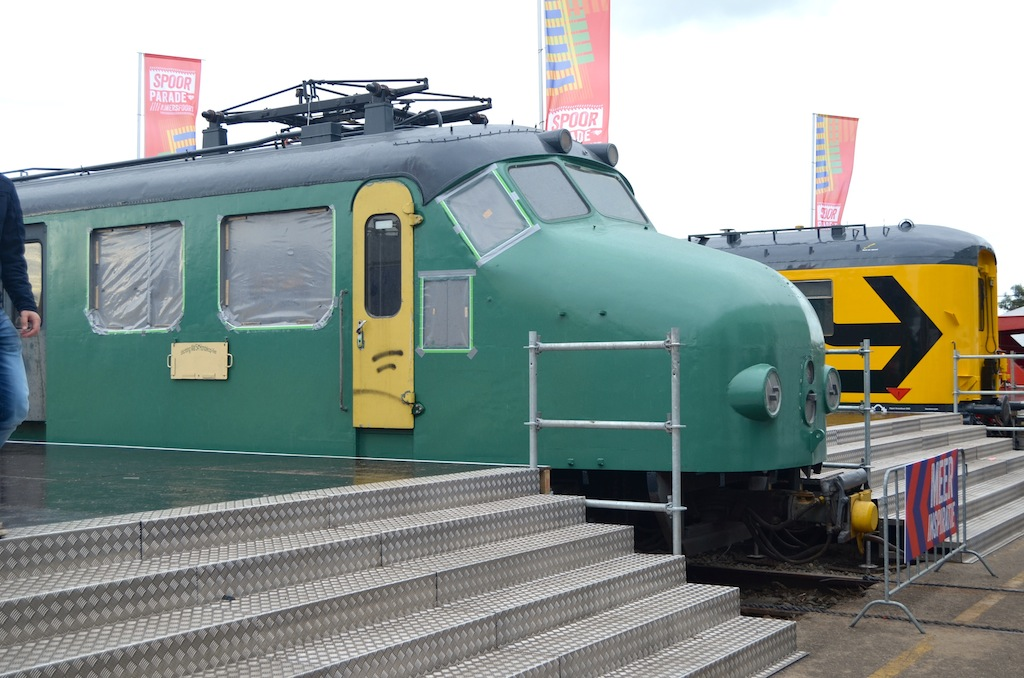
Spoorparade Amersfoort; Hondekop 766 en Meetrijtuig CTO.
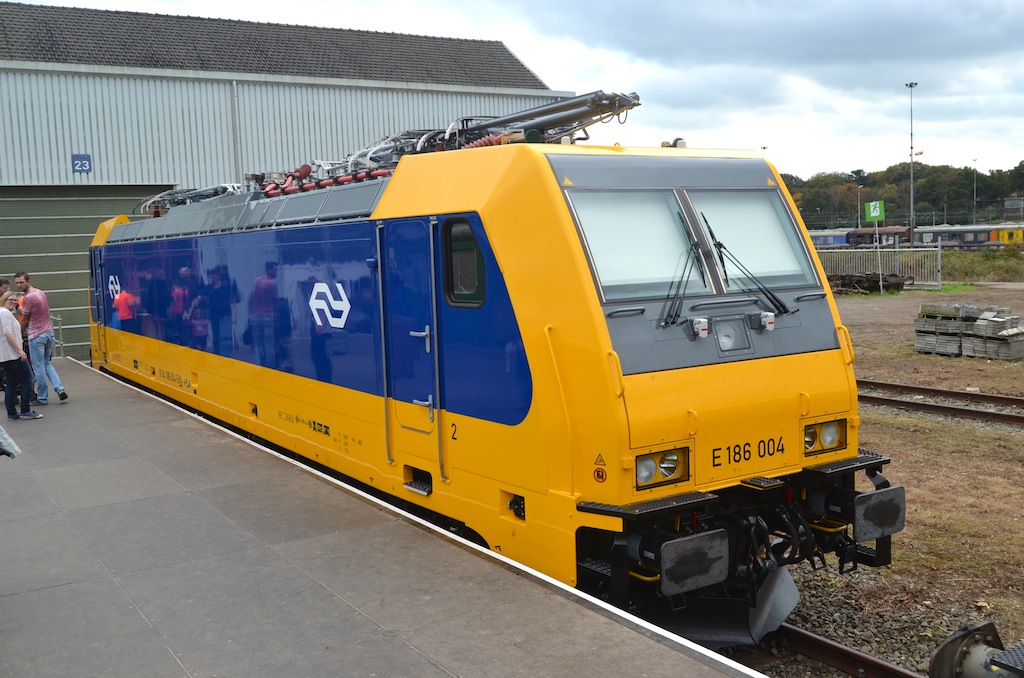
Spoorparade Amersfoort; loc E 186 004.
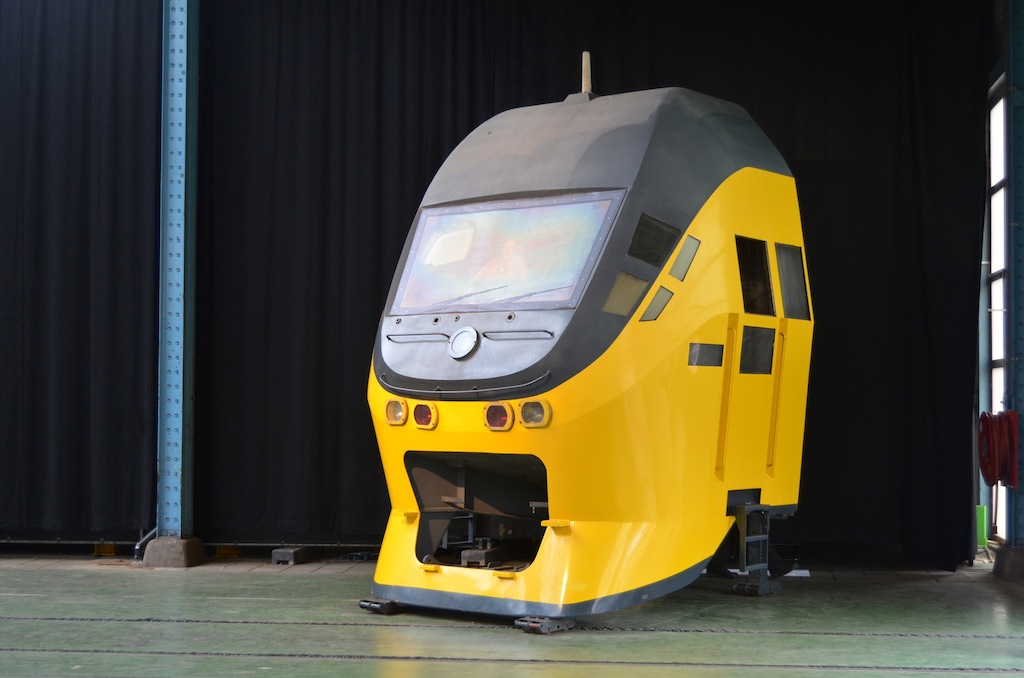
Spoorparade Amersfoort; VIRM-kop van de Railklipper (Sail 2005).
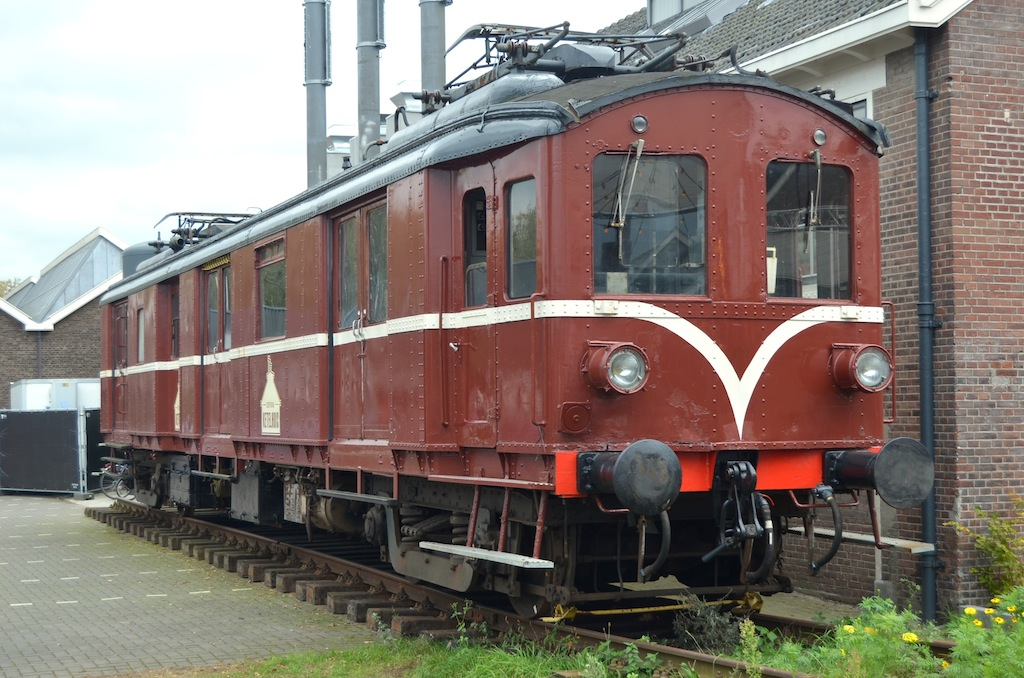
Spoorparade Amersfoort; mBD 9006 'Jules'.
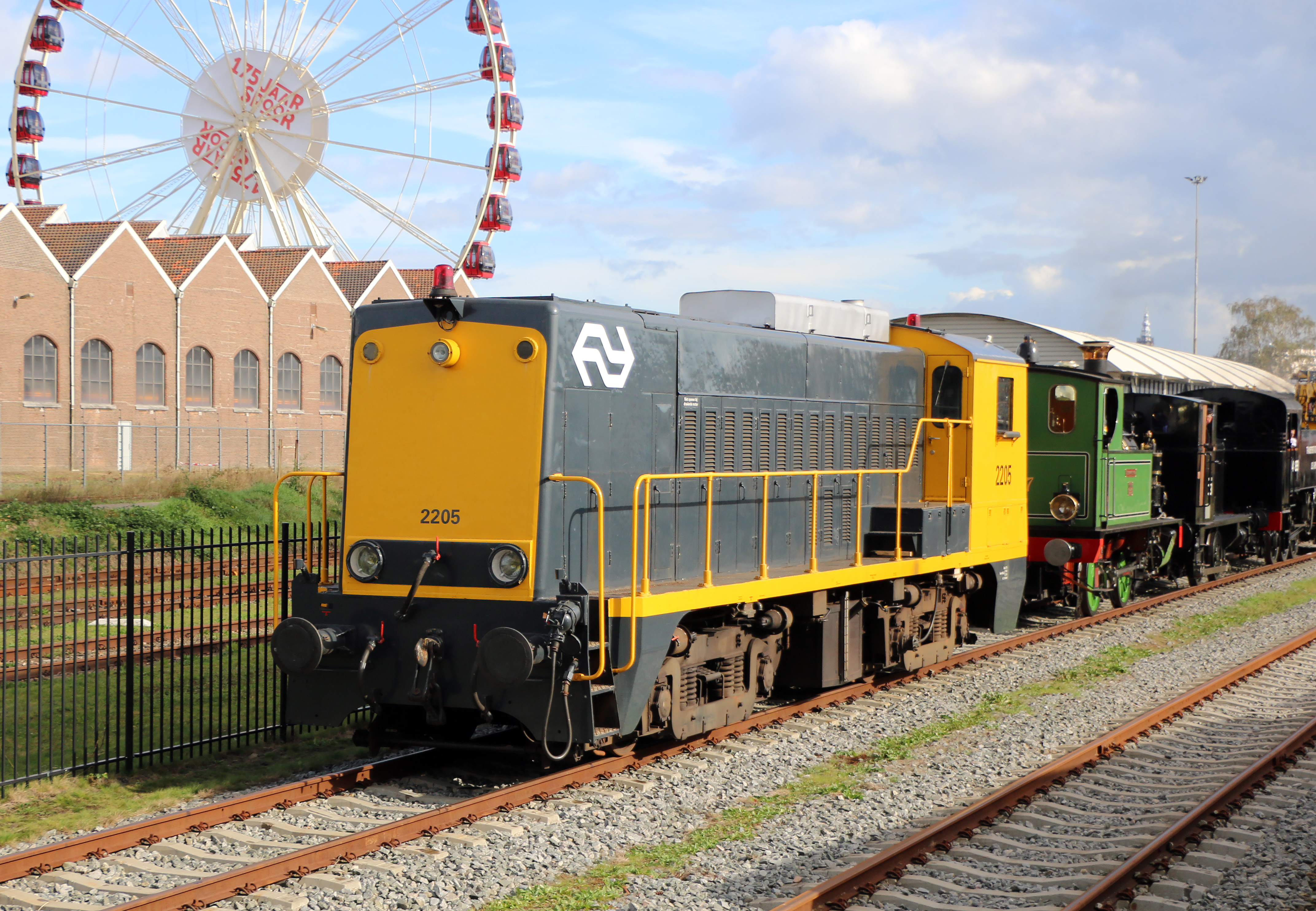
Spoorparade Amersfoort; loc 2205.